# راغورام راجان
راغورام راجان جوفيند (ولد في 3 فبراير 1963) هو الهندي  اقتصادي وأكاديمي الدولي الذي هو أستاذ الخدمة المتميزة كاثرين D u s a k ميلر المالية في جامعة شيكاغو مدرسة بوث لإدارة الأعمال. كان الحاكم 23 لبنك الاحتياطي الهندي بين سبتمبر 2013 وسبتمبر 2016. بين عامي 2003 و 2006، كان راجان كبير الخبراء الاقتصاديين ومدير البحوث في صندوق النقد الدولي. في عام 2015، خلال فترة عمله في بنك الاحتياطي الهندي، أصبح أيضًا نائب رئيس مجلس إدارة بنك التسويات الدولية.
في مؤتمر جاكسون هول السنوي لمجلس الاحتياطي الفيدرالي في عام 2005، حذر راجان من المخاطر المتزايدة في النظام المالي والسياسات المقترحة التي من شأنها الحد من هذه المخاطر. ووصف وزير الخزانة الأمريكي السابق لورانس سامرز التحذيرات بأنها «مضللة» وأن راجان نفسه «سخيف». ومع ذلك، في أعقاب الأزمة الاقتصادية في عام 2008 ، أصبحت وجهات نظر راجان كأنه من أهل العلم وتمت مقابلته على نطاق واسع في الفيلم الوثائقي الحائز على جائزة الأوسكار (Job Job) (2010).
في عام 2003، حصل Rajan على جائزة Fischer Black Award الأولى التي تمنحها جمعية التمويل الأمريكية كل سنتين للاقتصادي المالي الذي يقل عمره عن 40 عامًا والذي قدم أكبر مساهمة في نظرية وممارسة التمويل. فاز كتابه، خطوط الصدع: كيف لا تزال الكسور الخفية تهدد الاقتصاد العالمي ، بجائزة فايننشال تايمز / جولدمان ساكس للأعمال للكتاب لعام 2010. في عام 2016، تم اختياره من قبل مجلة تايم (Time) في قائمة «أكثر 100 شخص نفوذاً في العالم».

## النشأة والتعليم
ولد راغورام راجان في 3 فبراير 1963 في بوبال، ماديا براديش. وهو الثالث بين أربعة أبناء R غوفينداراجان، وهي خدمة الشرطة الهندية الضابط الذي تصدرت عام 1953 دفعة واحدة. [بحاجة لمصدر]

تم تعيين R G o v i n d a r a j a n في مكتب الاستخبارات في إندونيسيا عام 1966. في عام 1968 انضم إلى وحدة الاستخبارات الخارجية التي تم إنشاؤها حديثًا في مكتب الاستخبارات، جناح البحث والتحليل (R&AW)، حيث شغل منصب ضابط أركان في عهد RN K a o وأصبح جزءًا من "K a o b o y s". في عام 1970 تم إرساله إلى سريلانكا، حيث غاب راغورام راجان عن المدرسة لمدة عام بسبب الاضطرابات السياسية. بعد سري لانكا، تم إرسال آر جوفينداراجان إلى بلجيكا حيث التحق الأطفال بمدرسة فرنسية. في عام 1974 عادت الأسرة إلى الهند. طوال طفولته، افترض راجان أن والده كان دبلوماسيًا لأن العائلة سافرت بجوازات سفر دبلوماسية. كان طالبًا نصف المدة في مدرسة كامبيون في بوبال حتى عام 1974.  

من عام 1974 إلى 1981 التحق راجان بمدرسة دلهي العامة، آر. ك. بورام،  في عام 1981 التحق بالمعهد الهندي للتكنولوجيا في دلهي للحصول على درجة البكالوريوس في الهندسة الكهربائية. في السنة الأخيرة من دراسته لمدة أربع سنوات، ترأس مجلس شؤون الطلاب. تخرج في عام 1985 وحصل على الميدالية الذهبية للمخرج كأفضل طالب جامعي. في عام 1987، حصل على دبلوم الدراسات العليا في إدارة الأعمال من المعهد الهندي للإدارة أحمد أباد، وتخرج بميدالية ذهبية للأداء الأكاديمي. انضم إلى T a t a Administrative Services كمتدرب إداري، لكنه غادر بعد بضعة أشهر للانضمام إلى برنامج الدكتوراه في كلية سلون للإدارة  في معهد ماساتشوستس للتكنولوجيا.
في عام 1991، حصل على درجة الدكتوراه عن أطروحته بعنوان «مقالات عن الأعمال المصرفية» تحت إشراف ستيوارت مايرز، والتي تتكون من ثلاث مقالات حول طبيعة العلاقة بين شركة أو بلد، ومصارفها الدائنة. شهدت طبيعة النظم المالية تغييرات واسعة النطاق في الثمانينيات من القرن الماضي، حيث تم إلغاء تحرير الأسواق، وأصبحت المعلومات متاحة على نطاق أوسع وأسهل معالجتها، وزادت المنافسة. ادعت الأرثوذكسية الراسخة أن إلغاء القيود التنظيمية يجب أن يزيد المنافسة بالضرورة، الأمر الذي يترجم إلى كفاءة أكبر. في أطروحته، جادل راجان أن هذا قد لا يكون بالضرورة هو الحال. ركزت المقالة الأولى على الاختيار المتاح للشركات بين الائتمان المطول والائتمان القائم على العلاقات. ركز الثاني على قانون جلاس ستيجال وتعارض المصالح عندما يدخل بنك إقراض تجاري في الخدمات المصرفية الاستثمارية. فحص المقال الأخير سبب فهرسة ديون البلد، على الرغم من تقديم مزايا محتملة، ونادراً ما ظهرت في خطط خفض الديون.
حصل على درجة الدكتوراه الفخرية من كلية لندن للأعمال في عام 2012،  ومن جامعة هونغ كونغ للعلوم والتكنولوجيا في عام 2015. الركن الثالث: كيف تترك الدولة والأسواق المجتمعات خلفها، 2019

## مهنة

### الوظيفي الأكاديمي
في عام 1991، انضم راجان كأستاذ مساعد للشؤون المالية في كلية بوث للأعمال في جامعة شيكاغو، وأصبح أستاذاً متفرغًا في عام 1995. قام بالتدريس كأستاذ زائر في كلية ستوكهولم للاقتصاد، ومدرسة كيلوج للإدارة، وكلية إم تي سلون للإدارة، وكلية الأعمال الهندية.

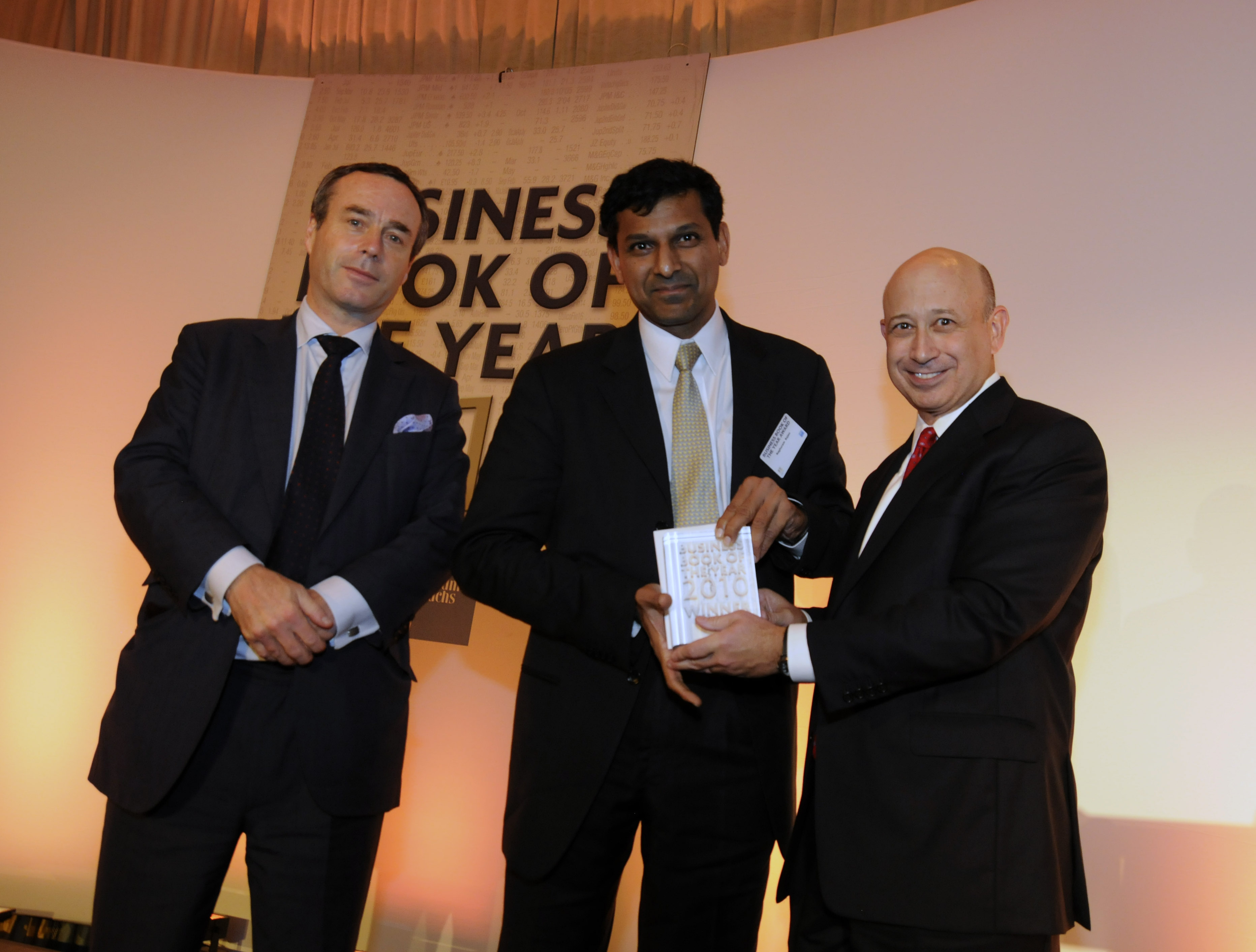
راجان ، مع ليونيل باربر (يسار) ولويد بلانكفين (يمين) ، في حفل توزيع جوائز أفضل كتاب للعام للعام 2009 من مجلة FT و Goldman

كتب راجان على نطاق واسع عن البنوك، وتمويل الشركات، والتمويل الدولي، والنمو والتنمية، والهياكل التنظيمية. وهو مساهم منتظم في Project Syndicate . وقد تعاون مع دوغلاس دياموند لإنتاج أعمال مستشهد بها على البنوك، وترابطها مع ظواهر الاقتصاد الكلي. وقد عمل مع لويجي زينغاليس على تأثير المؤسسات على النمو الاقتصادي، حيث أظهرت أبحاثهم أن تطوير الأسواق المالية الحرة أمر أساسي للتحديث الاقتصادي. اعتمد راجان وزينجاليس على عملهما لنشر إنقاذ الرأسمالية من الرأسماليين في عام 2003. جادل الكتاب أن الشركات القائمة في الأسواق المالية المغلقة تخنق المنافسة والإصلاحات، وبالتالي تثبط النمو الاقتصادي. درس كتاب راجان لعام 2010 «خطوط الصدع: كيف لا تزال الكسور المخفية تهدد الاقتصاد العالمي» الضغوطات الأساسية في الاقتصاد الأمريكي والعالمي التي أدت إلى الأزمة المالية عام 2008 وقال إن اتساع عدم المساواة في الدخل في الولايات المتحدة، والاختلالات التجارية في الاقتصاد العالمي، والصراع بين النظم المالية البعيدة، كانت مسؤولة عن إحداث الأزمة. وفاز الكتاب بجائزة فايننشال تايمز وجولدمان ساكس لكتاب الأعمال للعام.
يصنفه مشروع أبحاث الأوراق في الاقتصاد بين أكثر الاقتصاديين نفوذاً في العالم، ويبرزه ضمن أفضل 5٪ من المؤلفين. حصل على جائزة Fischer Black Award الأولى لعام 2003، والتي تمنحها الجمعية المالية الأمريكية كل سنتين لأفضل باحث مالي دون سن الأربعين، عن «إسهاماته الرائدة في معرفتنا بالمؤسسات المالية، وأعمال المؤسسة الحديثة، وأسباب وعواقب تطور القطاع المالي عبر البلدان».
أصبح عضوا في الأكاديمية الأمريكية للفنون والعلوم في عام 2009، وشغل منصب رئيس الرابطة المالية الأمريكية في عام 2011. وهو عضو في مجموعة الثلاثين الاقتصادية الدولية. وقد عمل كعضو مؤسس في المجلس الأكاديمي للكلية الهندية لإدارة الأعمال منذ عام 1998.

#### صندوق النقد الدولي
في أعقاب الأزمة المالية الآسيوية عام 1997 ، واجه صندوق النقد الدولي انتقادات لفرضه للتقشف المالي والسياسات النقدية المشددة على الدول النامية. حمل النقاد، بمن فيهم جوزيف ستيجليتز الحائز على جائزة نوبل وكبير الاقتصاديين السابق في البنك الدولي، سياسات صندوق النقد الدولي المسؤولة عن زيادة التقلبات الاقتصادية وزعزعة الاستقرار. في حين أن دور كبير الاقتصاديين كان يشغله دائمًا من قبل خبير اقتصادي كبير، إلا أن صندوق النقد الدولي أراد تعزيز خبرته المالية. لقد قرأت مؤخراً الخبيرة الاقتصادية الأمريكية آن كروجر، التي كانت آنذاك نائبة المدير العام الأولى لصندوق النقد الدولي، كتاب راجان «إنقاذ الرأسمالية من الرأسماليين» ، وتواصل معه لفهم ما إذا كان مهتمًا بذلك. على الرغم من أن راجان بدا أنه يحتفظ بالتحفظات في البداية، وقيل لها: «حسنًا، آن، لا أعرف أيًا من الاقتصاد الكلي»، فقد ظهر في مقابلة، وتم تعيينه لاحقًا. عند الإعلان عن تعيينه، أشار هورست كولر العضو المنتدب لصندوق النقد الدولي إلى أن «تجربة راجان الخاصة في قضايا القطاع المالي ستساعد في تعزيز دور صندوق النقد الدولي كمركز للتميز في استقرار الاقتصاد الكلي واستقرار القطاع المالي». في سن الأربعين، كان أصغر فرد، وأول مولود في دولة من الأسواق الناشئة، يتم تعيينه كبير الاقتصاديين في صندوق النقد الدولي. شغل منصب في الفترة من أكتوبر 2003 إلى ديسمبر 2006.
في صندوق النقد الدولي، وضع راجان الأساس لدمج تحليل القطاع المالي في نماذج البلدان الاقتصادية لصندوق النقد الدولي. كما قاد فريقًا لمساعدة بعض الاقتصادات الكبرى في تقليل اختلالات ميزان المدفوعات. خلال فترة ولايته، ساهم قسم الأبحاث، الذي ترأسه راجان، في مراجعة كاملة لاستراتيجية صندوق النقد الدولي على المدى المتوسط، وعمل على إدخال تقنيات النمذجة الحديثة وأسعار الصرف في مشاورات صندوق النقد الدولي مع الدول الأعضاء، وتحليل نمو وتكامل الصين والهند في الاقتصاد العالمي. بينما أبقى إلى حد كبير سياسات التقشف المالي سليمة، إلا أنه في بعض الأحيان نشر أبحاثًا تتعارض مع العقيدة السائدة في صندوق النقد الدولي. شككت ورقة عام 2005، التي نشرت مع A r v i n d S u b r a m a n i a n ، في فعالية المساعدات الخارجية، بحجة أن تدفقات المعونة لها آثار سلبية على النمو في الاقتصادات النامية. وخلصت دراسة نشرت عام 2006 مع إيسوار براساد وأرفيند سوبرامانيان إلى أنه في حين أن النمو ومدى التمويل الأجنبي مرتبطان إيجابيا في البلدان الصناعية، إلا أن البلدان غير الصناعية التي اعتمدت على التمويل الأجنبي قد أصبحت أبطأ من تلك التي لم تفعل.
بينما طُلب منه البقاء في منصب كبير الاقتصاديين لولاية ثانية، غادر راجان بعد فترة ولاية واحدة كما أوضحت جامعة شيكاغو أنه لا يمكن تمديد إجازته.

#### المستشار الاقتصادي لحكومة الهند
في عام 2007، قام نائب رئيس لجنة التخطيط، مونتك سينغ أهلواليا، بصياغة مشروع راجان لكتابة تقرير يقترح الجيل التالي من إصلاحات القطاع المالي في الهند. تم تشكيل لجنة رفيعة المستوى لإصلاح القطاع المالي مؤلفة من اثني عشر عضوًا، برئاسة راجان. أوصت اللجنة في تقريرها المعنون «مائة خطوة صغيرة» بإجراء إصلاحات واسعة النطاق في القطاع المالي، بحجة أنه بدلاً من التركيز على «بضع خطوات كبيرة، وعادةً ما تكون مثيرة للجدل سياسيًا»، يتعين على الهند «اتخاذ مائة خطوة صغيرة نفس الاتجاه».
في نوفمبر 2008، عين رئيس الوزراء الهندي الدكتور مانموهان سينغ راجان مستشارًا اقتصاديًا فخريًا، وهو دور تضمن كتابة مذكرات السياسة بناءً على طلب سينغ. في 10 أغسطس 2012 تم تعيين راجان كبير المستشارين الاقتصاديين لوزارة المالية الهندية، خلفًا لكاوشيك باسو في هذا المنصب. أعد المسح الاقتصادي للهند للعام 2012-13.

#### بنك الاحتياطي الهندي
في 6 أغسطس 2013، تم إعلان أن راجان سيتولى منصب محافظ بنك الاحتياطي الهندي لمدة 3 سنوات، خلفًا لدوفوري سوباراو. في 5 سبتمبر 2013، تولى منصب الحاكم 23، وفي هذه المرحلة أخذ إجازة من كلية إدارة الأعمال بجامعة شيكاغو.

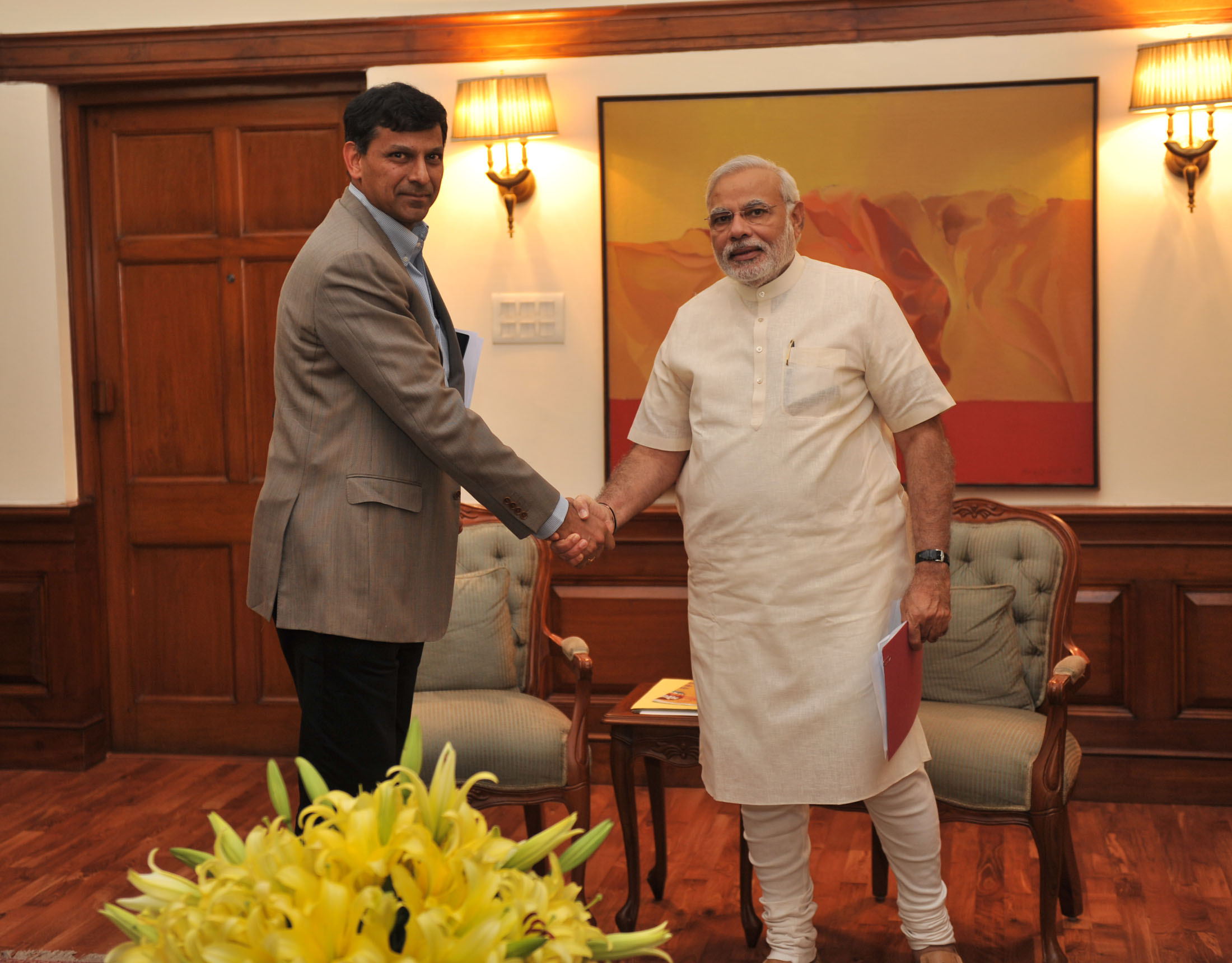
راغورام راجان يلتقي رئيس الوزراء ناريندرا مودي في عام 2014.

في أول خطاب له بصفته محافظ بنك الاحتياطي الهندي (RBI)، وعد راجان بالإصلاحات المصرفية وتخفيف القيود على الخدمات المصرفية الأجنبية، والتي تبعها مؤشر B S E S E N S E X بنسبة 333 نقطة أو 1.83٪. بعد أول يوم له في منصبه، ارتفع الروبية بنسبة 2.1 ٪ مقابل الدولار الأمريكي. بصفته حاكم بنك الاحتياطي الهندي (RBI)، جعل راجان كبح التضخم هو محور تركيزه الأساسي، حيث خفض معدل التضخم من 9.8 ٪ في سبتمبر 2013 إلى 3.78 ٪ في يوليو 2015 - وهو أدنى مستوى منذ التسعينيات. انخفض التضخم بالجملة من 6.1 ٪ في سبتمبر 2013 إلى أدنى مستوى تاريخي من -4.05 ٪ في يوليو 2015.
في مقابلة أجراها عام 2014، قال راجان إن أهدافه الرئيسية كحاكم للبنك الاحتياطي الهندي تتمثل في خفض التضخم وزيادة المدخرات وتعميق الأسواق المالية، والتي يعتقد أن تخفيض التضخم هو الأكثر أهمية. اقترحت لجنة عينها هدفًا للتضخم في الهند بنسبة 6٪ لشهر يناير 2016 و 4٪ (+ - 2٪) بعد ذلك. في عهد راجان، اعتمد مؤشر أسعار المستهلك مؤشر أسعار المستهلك (CPI) كمؤشر رئيسي للتضخم، وهو المعيار العالمي، على الرغم من توصية الحكومة بخلاف ذلك. نمت احتياطيات النقد الأجنبي في الهند بنحو 30 ٪ لتصل قيمتها إلى 380 مليار دولار في غضون عامين. في عهد راجان، رخص بنك الاحتياطي الهندي (RBI) بنكين عالميين ووافق على أحد عشر بنك مدفوعات لتوسيع نطاق الخدمات المصرفية لحوالي ثلثي السكان الذين ما زالوا محرومين من التسهيلات المصرفية.
خلال فترة ولايته، قام بفرض مصادقة ثنائية على معاملات بطاقات الائتمان المحلية لضمان سلامة العملاء. ومع ذلك، في تناقض واضح لموقفه السابق المتمثل في تشجيع العملاء على استخدام البنوك، فقد سمح أيضًا للبنوك بمقاضاة العملاء مقابل إجراء معاملات أجهزة الصراف الآلي تتجاوز عددًا معينًا من المرات في الشهر، في وقت كانت فيه الحكومة الهندية تحاول بنشاط الترويج المالي التضمين من خلال برنامج P r a d h a n M a n t r i Jan D h a n Y o j a n a ، الذي منع الناس بشكل فعال من الوصول بسهولة إلى مدخراتهم وثنيهم عن استخدام القنوات المصرفية الرسمية.
وضعت تقارير وسائل الإعلام راجان كخليفة محتمل لكريستين لاجارد كرئيس لصندوق النقد الدولي عندما انتهت مدة ولايتها في عام 2016،  حتى أن راجان نفسه واجه مثل هذه التكهنات. لم يأت هذا في النهاية، حيث تم ترشيح لاغارد لولاية ثانية في نهاية فترة ولايتها. في 9 نوفمبر 2015، تم تعيين راجان كنائب لرئيس بنك التسويات الدولية (BIS).
في 18 يونيو 2016، أعلن راجان أنه لن يقضي فترة ولاية ثانية بصفته حاكم بنك الاحتياطي الهندي، ويعتزم العودة إلى الأوساط الأكاديمية. في سبتمبر 2017، كشف راجان عن أنه على الرغم من استعداده لتمديد فترة خدمته في بنك الاحتياطي الهندي (RBI)، إلا أن الحكومة لم تقدم له أي عرض لم يتركه أمامه سوى خيار العودة إلى جامعة شيكاغو. كما نفى الادعاءات بأن جامعة شيكاغو، في ذلك الوقت، رفضت قبول إجازة غيابه لمواصلة فترة ولاية ثانية.

## وجهات النظر الاقتصادية والسياسية

### الأسواق المالية
راجان يدعو إعطاء الأسواق المالية دورا أكبر في الاقتصاد. في كتاب إنقاذ الرأسمالية من الرأسماليين: إطلاق العنان لقوة الأسواق المالية لخلق فرص الثروة والانتشار  بالاشتراك مع لويجي زينغاليس، يجادل المؤلفان مؤيدين للأسواق المالية المحررة من أجل تسهيل وصول الفقراء إلى التمويل: «الرأسمالية، أو بتعبير أدق، نظام السوق الحرة، هو أنجع وسيلة لتنظيم الإنتاج والتوزيع الذي وجده البشر ... والأسواق المالية الصحية والتنافسية أداة فعالة للغاية في نشر الفرص ومكافحة الفقر. ... بدون أسواق مالية مبتكرة نابضة بالحياة، فإن الاقتصادات تتعثر وتتراجع.»(ص   1)
في عام 2005، في احتفال بتكريم آلان جرينسبان، الذي كان على وشك التقاعد كرئيس للاحتياطي الفيدرالي الأمريكي، قدم راجان ورقة مثيرة للجدل تنتقد القطاع المالي. في تلك الورقة، «هل جعلت التنمية المالية العالم أكثر خطورة؟» راجان «جادل بأن الكارثة قد تلوح في الأفق». جادل راجان بأنه تم تشجيع مديري القطاع المالي على «المجازفة التي تولد عواقب وخيمة شديدة مع احتمال ضئيل، لكن في المقابل، يقدمون تعويضات سخية بقية الوقت. وتعرف هذه المخاطر باسم مخاطر الذيل. ولكن ربما يكون أهم ما يهمنا هو ما إذا كانت البنوك ستكون قادرة على توفير السيولة للأسواق المالية بحيث إذا كانت مخاطر الذيل تتحقق، يمكن إلغاء المراكز المالية وتخصيص الخسائر بحيث يتم تقليل الآثار المترتبة على الاقتصاد الحقيقي».
كان الرد على ورقة راجان في ذلك الوقت سلبية. على سبيل المثال، وصف وزير الخزانة الأمريكي السابق ورئيس جامعة هارفارد السابق لورنس سامرز التحذيرات بأنها «مضللة» وراجان نفسه بأنه «مدهش». ومع ذلك، في أعقاب الأزمة الاقتصادية في عام 2008 ، أصبحت وجهات نظر راجان تبدو غريبة. بحلول يناير 2009، أعلنت صحيفة وول ستريت جورنال أنه الآن، «قليلون يرفضون أفكاره». في الواقع، تمت مقابلة راجان على نطاق واسع حول الأزمة العالمية للفيلم الوثائقي الحائز على جائزة الأوسكار Inside Job . كتب راجان في مايو 2012 أن أسباب الأزمة الاقتصادية المستمرة في الولايات المتحدة وأوروبا في الفترة 2008-2012 كانت ترجع إلى حد كبير إلى قضايا القدرة التنافسية للقوى العاملة في عصر العولمة، والتي حاول السياسيون «الاستغناء عنها» بائتمان سهل. اقترح حلول جانب العرض ذات الطبيعة التنافسية الهيكلية أو الوطنية طويلة الأجل: «ينبغي على البلدان الصناعية أن تتعامل مع الأزمة على أنها دعوة للاستيقاظ والتحرك لإصلاح كل ما تم تغطيته خلال العقود القليلة الماضية. . . بدلاً من محاولة العودة إلى أرقام الناتج المحلي الإجمالي المتضخمة بشكل مصطنع قبل الأزمة، يتعين على الحكومات معالجة العيوب الأساسية في اقتصاداتها. في الولايات المتحدة، هذا يعني تثقيف أو إعادة تدريب العمال الذين يتخلفون عن الركب، وتشجيع روح المبادرة والابتكار ، وتسخير قوة القطاع المالي لفعل الخير مع منعه من الخروج عن المسار الصحيح. في جنوب أوروبا ، على النقيض من ذلك ، يعني إزالة اللوائح التي تحمي الشركات والعمال من المنافسة وتقلص وجود الحكومة في عدد من المجالات ، في عملية القضاء على الوظائف غير الضرورية وغير المنتجة.» 

### التقشف مقابل التحفيز
خلال مايو 2012، أعرب راجان وبول كروغمان عن وجهات نظر متباينة حول كيفية تنشيط الاقتصادات في الولايات المتحدة وأوروبا ، حيث ذكر كروغمان راجان بالاسم في افتتاحية الرأي. وقع هذا النقاش على خلفية نقاش كبير حول «التقشف مقابل الحوافز» في ذلك الوقت ، حيث جادل بعض الاقتصاديين في جانب واحد أو آخر أو مزيج من كلا الاستراتيجيتين. في مقال بمجلة الشؤون الخارجية ، دعا راجان إلى إجراء إصلاحات هيكلية أو جانب العرض لتحسين القدرة التنافسية للقوى العاملة من أجل التكيف بشكل أفضل مع العولمة ، مع دعم تدابير التقشف المالي (على سبيل المثال ، رفع الضرائب وخفض الإنفاق)، رغم أنه أقر بأن التقشف يمكن الاقتصادات البطيئة في المدى القصير وتسبب «ألم» كبير لبعض الدوائر الانتخابية. رفض كروغمان هذا التركيز على الإصلاحات الهيكلية إلى جانب التقشف المالي. وبدلاً من ذلك ، دافع عن المالية الكينزية التقليدية (الإنفاق الحكومي والاستثمار) والحوافز النقدية ، بحجة أن العامل الأساسي الذي يبطئ الاقتصادات المتقدمة في ذلك الوقت هو العجز العام في الطلب في جميع قطاعات الاقتصاد ، وليس العوامل الهيكلية أو جانب العرض التي أثرت في ذلك. قطاعات معينة.
في عام 2019، قال راجان إنه في أعقاب الانهيار المالي لعام 2008 وفرض التقشف، أصبحت الرأسمالية المعاصرة «مهددة بشكل خطير» لأنها توقفت عن توفير الفرص للكثيرين وتواجه الآن ثورة محتملة من الجماهير.

### الشيطنة في الهند
في المقابلات التي أجريت في سبتمبر عام 2017، قال راجان إن حكومة الهند قد تشاورت مع بنك الاحتياطي الهندي ، خلال فترة رئاسته للحكم ، بشأن مسألة التعمير لكنها لم تطلب أبدًا اتخاذ قرار. وقال إن بنك RBI يعارض هذه الخطوة وحذر الحكومة من الآثار السلبية المحتملة. كما وصف راجان ممارسة حظر العملات الورقية على أنها «لا يمكن للمرء أن يقول على أي حال إنها حققت نجاحًا اقتصاديًا». بالإضافة إلى عمله في جامعة شيكاغو و RBI ، يعد راغورام أيضًا عضوًا في مجلس القرن الحادي والعشرين لمعهد بيرغرون.

## جوائز
- في عام 2003، فاز راجان بجائزة فيشر بلاك الافتتاحية التي منحتها الجمعية المالية الأمريكية للمساهمات في نظرية وممارسة التمويل من قبل خبير اقتصادي تحت سن 40.[65]
- في فبراير 2010، قامت ناسكوم بتسمية هندي عالمي في جوائزها السنوية السابعة على مستوى العالم.[66]
- في عام 2010، حصل على جائزة فايننشال تايمز وجائزة كتاب ماكينزي للأعمال للعام ، خطوط الصدع: كيف لا تزال الكسور الخفية تهدد الاقتصاد العالمي .[15]
- في نوفمبر 2011، حصل على جائزة I n f o s y s للعلوم الاجتماعية - الاقتصاد عن عمله في تحليل مساهمة التنمية المالية في النمو الاقتصادي ، وكذلك الآثار الضارة المحتملة للحوافز الخاطئة التي تؤدي إلى المخاطرة المفرطة.[67]
- في عام 2013، حصل على جائزة دويتشه بنك الخامسة في الاقتصاد المالي عن «عمله البحثي الرائد الذي أثر على السياسات المالية والاقتصادية الكلية في جميع أنحاء العالم».[68]
- في عام 2014، مُنح «جائزة حاكم العام 2014» من المجلة المالية المركزية في لندن.[69][70]
- في مارس 2019، حصل على "Y a s h w a n t r a o C h a v a n National Award 2018" لمساهمته في التنمية الاقتصادية.[43]

## قائمة المراجع
- تم إنقاذ الرأسمالية من الرأسماليين (2004)، وشارك في تأليفه مع زميله في جامعة شيكاغو بوث لويجي زينغاليس .
- خطوط الصدع: كيف لا تزال الكسور المخفية تهدد الاقتصاد العالمي (2010)، [71] فازت بجائزة فايننشال تايمز وجولدمان ساكس للأعمال لعام 2010.[71][72][73][74]
- أفعل ما أفعله (2017) هاربر كولينز ، مجموعة من الخطب التي ألقاها خلال فترة ولايته كحاكم للبنك الاحتياطي في الهند [75]
- كما نشر العديد من المقالات في مجلات المالية والاقتصاد بما في ذلك المجلة الاقتصادية الأمريكية ، مجلة المنظورات الاقتصادية ، مجلة الاقتصاد السياسي ، مجلة الاقتصاد المالي ، مجلة المالية ومجلة أكسفورد للسياسة الاقتصادية .
- الدروس الحقيقية للركود الغرب لا يستطيع الاقتراض ويقضي طريقه إلى الانتعاش  بواسطة راجان في مايو / يونيو 2012 الشؤون الخارجية
- الركن الثالث: كيف تترك الدولة والأسواق المجتمعات المحلية وراءها (فبراير 2019)

## الحياة الشخصية
راغورام راجان مواطن هندي ويحمل البطاقة الخضراء للولايات المتحدة الأمريكية. وهو متزوج من راديكا بوري راجان ، التي التقى بها بينما كانا كلاهما طالب في معهد أحمد آباد . راديكا يدرس في كلية الحقوق بجامعة شيكاغو . وهي أيضًا أستاذ مساعد مساعد في العلوم السلوكية في كلية إدارة الأعمال بجامعة شيكاغو. لديهم ابنة وابن.
راجان نباتي. يحب الهواء الطلق ويلعب التنس والاسكواش. وهو يستمتع بقراءة تولستوي وجيه آر آر تولكين وأوبامانيو شاترجي. ظهر راجان في مسابقة مسابقة سيدهارث باسو Quiz Time ، التي تم بثها على قناة تلفزيونية وطنية D o o r d a r sh a n ، في عام 1985، كفريق واحد مع زميله جيانت سينها لتمثيل I I T دلهي. شارك أيضًا في العديد من سباقات الماراثون ، مثل ماراثون ستاندرد تشارترد مومباي 2015.